# کینان فورسون
کینان فورسون (انگلیسی: Keenan Forson؛ زادهٔ ۱۶ اکتبر ۲۰۰۱) بازیکن فوتبال اهل بریتانیا است.